# El Desenlace
El Desenlace är en ort i Mexiko.   Den ligger i kommunen Unión Juárez och delstaten Chiapas, i den sydöstra delen av landet, 900 km sydost om huvudstaden Mexico City. El Desenlace ligger 1 243 meter över havet och antalet invånare är 315.
Terrängen runt El Desenlace är kuperad åt sydväst, men åt nordost är den bergig. Runt El Desenlace är det ganska tätbefolkat, med 155 invånare per kvadratkilometer. Närmaste större samhälle är Cacahoatán, 11,2 km sydväst om El Desenlace. I omgivningarna runt El Desenlace växer i huvudsak städsegrön lövskog.